# 멀고도 가까운 (2010년 영화)
《멀고도 가까운》(Quartier lointain)은 여러 국가에서 제작된 샘 가바르스키 감독의 2010년 드라마, 판타지 영화이다. 파스칼 그레고리 등이 주연으로 출연하였다.

## 출연

### 주연
- 파스칼 그레고리
- 조나단 자카이
- 알렉산드라 마리아 라라

### 조연
- 레오 르그랑
- 타니아 가바스키